# 9-nine-シリーズ
9-nine-シリーズ（ナインシリーズ）は、ぱれっとの美少女アドベンチャーゲームのシリーズ。
2017年4月28日に発売された「9-nine-ここのつここのかここのいろ」（略称は「9ここいろ」）が第1作目で、第2作目となる「9-nine-そらいろそらうたそらのおと」（略称は「9そらいろ」）が2018年4月27日に発売。コミックマーケット94にて、第3作目となる「9-nine-はるいろはるこいはるのかぜ」（略称は「9はるいろ」）が発表され、2019年4月26日に発売された。2019年9月16日にぱれっと主催で行われたイベントであるPASTA!2にて、第4作目となる「9-nine-ゆきいろゆきはなゆきのあと」（略称は「9ゆきいろ」）が発表され、2020年4月24日に発売された。
また、「9-nine-ここのつここのかここのいろ」「9-nine-そらいろそらうたそらのおと」「9-nine-はるいろはるこいはるのかぜ」はDMM GAMESにてAndroid版が配信され、「9-nine-ここのつここのかここのいろ」「9-nine-そらいろそらうたそらのおと」「9-nine-はるいろはるこいはるのかぜ」「9-nine-ゆきいろゆきはなゆきのあと」の英語・中国語対応版がSekai Projectよりそれぞれ2019年2月1日・2019年8月17日・2020年9月1日・2021年3月20日からSteamで販売されている。
2020年6月10日にシリーズ累計25万本突破したとメーカーの公式Twitterで報じられた。
2020年9月9日にシリーズ4作と新章をまとめた全年齢対象のコンプリートパッケージの発売が告知され、2021年4月23日に発売された。また同日から、9-nine-新章がDMM GAMESにて単品ダウンロード配信されている。
本項目では9-nine-シリーズ全ての作品を記述する。

## 概要
「9-nine-」シリーズはヒロインを一人に定め、同じ世界観、同じ舞台で作品ごとに異なるヒロインの物語を描いていく。
一つ一つのストーリーは独立しており単体でも楽しめる内容となっているが、シリーズ通してプレイした方がより楽しむことができる。しかし、第4作目となる「9-nine-ゆきいろゆきはなゆきのあと」は今までと異なり、前三作をプレイしたことを前提とした物語構成となっており、前三作攻略後のプレイを強く推奨している。

## ストーリー
学園都市である白巳津川市で、新海翔は普通の学生らしい平穏な生活を送っていたが、大地震で白蛇九十九神社の神器が壊れたことにより異世界と繋がってしまい、そこから流入したアーティファクトをきっかけに異能に目覚めたアーティファクトユーザーたちの巻き起こす数奇な運命に巻き込まれていく。

### 9-nine-ここのつここのかここのいろ
キャッチコピーは「この世界は、キミを「　　」した物語だった——。」「ここから始まる物語——。」
ヒロインの一人、九條都に焦点を当てたシリーズ第一作。白巳津川市で突如起こった人体石化事件の被害者の目撃を機に、新海翔と九條都は事件を追い始める。

### 9-nine-そらいろそらうたそらのおと
キャッチコピーは「——忘れられないこと、忘れてはいけないこと。」
ヒロインの一人、新海天に焦点を当てたシリーズ第二作。一作目「ここのつここのかここのいろ」の途中から分岐するような形で物語は進行する。

### 9-nine-はるいろはるこいはるのかぜ
キャッチコピーは「——2つのカタチ、2人のセカイ。」
ヒロインの一人、香坂春風に焦点を当てたシリーズ第三作。二作目「そらいろそらうたそらのおと」の途中から分岐するような形で物語は進行する。

### 9-nine-ゆきいろゆきはなゆきのあと
キャッチコピーは「少女の夢——その果てに。」
ヒロインの一人、結城希亜に焦点を当てたシリーズ第四作。前三作を攻略後のプレイを強く推奨。

### 9-nine-
キャッチコピーは「選択したその未来へ——」
前述の4作をより多くの人に楽しんでもらえるように全年齢対象に再編集し、新しく制作された新章を追加したコンプリートパッケージとなっている。

## 登場人物
声優はPC版 / テレビアニメ版、コンシューマー版、PC全年齢対象版の順で記載。
新海 翔（にいみ かける）
声 - 寺竹順 / 阿部敦
身長：180cm / 趣味：プラモ作り / 好きなもの：肉料理 / 嫌いなこと：約束を守れないこと
主人公。白泉学園2年生。
少々ぶっきらぼうではあるが、責任感が強く頼れる青年。頭の回転が速く些細なことにも良く気付く。
ゲームやプラモデルが好きという性別・年齢相応の趣味をしているが、やり込んだゲームのセーブデータを天に初期化されたり、プラモデルコレクションを一人暮らししている間に母親に捨てられたりと散々な目に合っている。それでも相手が誠意を見せれば根に持つことはない潔い性格をしている。
団体行動が苦手でいつもしかめっ面なため友人がいない。1年生当初はそれでも構わないと一匹狼を決め込んでいたが、与一がお節介を焼いた結果「不愛想だが根はいいやつ」というポジションに落ち着いている。
妹の天が「自分の部屋が欲しい」と言い出し娘に甘い父親に一人暮らしを提案されたため、白泉学園に入学すると同時に学園近くのアパートで暮らし始める。しかしすぐに自炊が面倒になり、朝食・昼食はコンビニ、夕食は喫茶店と外食主体の生活になる。結果、このことを心配した都が事件捜査（後述）の話し合いも兼ねて定期的に夕食を作りに来るようになる。
普段は鬱陶しそうに振舞っているが天を妹として家族として愛しており、天に何かあったときは自らの身を顧みず助けようとする。
都からアーティファクトの存在を聞かされ、（憧れの都と仲良くなるためという理由から）ともに事件の真相を追っていくことになる。
メビウスフェス時、神器（＝『世界の眼』）の断片を体内に取り込んだことでアーティファクトユーザーとなっており、その能力は「異世界へ繋がる扉の構築」。欠片しか取り込んでいないためその力は極めて微弱で常時発動しているのにもかかわらずスティグマが現れない。それもあってアーティファクトユーザーとしての自覚がなく、しばらくの間能力の使い方が分からず困惑していた。しかし、異世界にいる自身の同一存在が過去現在未来を見通す『オーバーロード』というアーティファクトを有しており、この能力を介して同一存在と繋がることで間接的ではあるがその力を使用することができる。このように複雑なことになっていたため、ソフィーティアも「『世界の眼』の欠片を有しているのでは？」と見当はつけながらも確信を得るには至らなかった。直感レベルとはいえ『オーバーロード』によって未来の情報を得ており、そのフィードバックからくる行動の変化が並行世界を分岐させる要因となっている。Episode2の終盤でゴーストを決着をつける際、ソフィーティアから「魂を焼く炎を発生させる」能力を持つアーティファクトを貸し与えられる。決着後アンブロシアを使ってソフィーティアに返却しようとするが、また必要になるからと預けられたままになる。Episode3では、イーリスとの戦いに備えEpisode2同様炎のアーティファクトの他、与一から譲渡された『魔眼』と幻体のアーティファクトの計4つにも及ぶアーティファクトと契約する。決着後もイーリスが『魔眼』を奪いに来る可能性を危惧し暫く契約を破棄しないまま過ごすことになるが、力を持つ驕りから襲ってきたアーティファクトユーザーを殺しかけてしまう。
イーリス打倒の鍵となるアーティファクトユーザーの一人。
九條 都（くじょう みやこ）
声 - 澤田なつ / 福圓美里
身長：149cm / スリーサイズ：86-57-82 / 血液型：O / 誕生日：11月2日
白泉学園2年生。 主人公のクラスメイト。Episode1『ここのつここのかここのいろ』のヒロイン。
世界的に有名な企業のお嬢様かつ、清楚で可憐な美少女。責任感が強い性格で基本的にしっかり者だが、たまに抜けたところもあり男女問わず人気を集めている。
いわゆるお金持ちのお嬢様ではあるが、本人の金銭感覚は超がつくほど庶民的であり、趣味は貯金でお金の無駄遣いにはすごく厳しく、通学は自転車を使い、昼食は自作の弁当、自主的な外食は殆ど行わない。
裕福な家庭故に食べさせてもらえなかったこともありファストフードが好物で、月に1度の自分へのご褒美にモックというハンバーガーショップに通っている。
優等生的な自分とは違った考え方のできる翔のことをとても信頼していて、翔に対しては時に悪戯っぽい一面を覗かせることもある。
社会勉強のため、祖父が経営する喫茶店「ナインボール」でアルバイトをしている。アルバイト中は髪型をツインテールにしてメガネをかける。また、料理がとても上手く、翔や天、春風（の両人格）から絶賛されている。
アーティファクトを手に入れたことによって異能に目覚めたと同時に、持ち前の強い正義感を発揮し連続石化事件の解決に乗り出す。精神的に脆い面があり、Episode1では間接的ではあるがアーティファクトユーザーを殺してしまったことに対して必要以上の責任を感じ無謀な独断専行に走ってしまう。Episode2でもソフィーティアから「フードの子（＝ゴースト）の最後を受け止めきれなかっただろう」と言われ、Episode3では2日後に殺されることを伝えられ自分を見失うほど混乱している。
アーティファクトユーザーであり、能力は「他者の所有権の奪取」、スティグマの位置は左手の甲。所有権を奪った物品は概念的なものでない限り都の左掌に瞬間移動し、所有権が奪われた者はその物品に関する記憶を失う。なお、それによって第三者が記憶を失うことはない。使用者が所有権を放棄すれば記憶を取り戻すが、代わりに所有権を奪われていた間の記憶を失うため奪われたことに気付くことができない。Episode3時点で奪った所有権を複数所持し続けられるかは不明。所有権を放棄しても左掌にある物品は基本そのままだが意識すれば持ち主の元へ戻すことができる。射程距離は約10mで意識を集中させた対象が射程に入ると触れた感覚を覚える。加えて対象が明確で場所さえ把握していれば視認していなくても発動する。奪える所有権は単純な物品から身体機能、記憶と多岐にわたり、高い抵抗力を持つ翔にさえ問題なく通用するほど強力で、ソフィーティア曰く「魔眼の天敵」。スティグマの形状は元々春風用にデザインされていたもの。
イーリス打倒の鍵となるアーティファクトユーザーの一人。
パッケージイメージは「学校机」。
新海 天（にいみ そら）
声 - 沢澤砂羽 / 種﨑敦美
身長：156cm / スリーサイズ：82-58-77 / 血液型：B / 誕生日：7月20日
白泉学園1年生。 主人公の実妹。Episode2『そらいろそらうたそらのおと』のヒロイン。
社交的な性格で誰ともすぐに仲良くできる天真爛漫な性格。一人暮らしをしている兄の家に勝手に上がり込み、自由気ままに振舞っており、翔からは鬱陶しがられている。翔とは日常的に軽い憎まれ口を叩き合っているが、周囲からはそれも含めて仲の良い兄妹という印象を持たれている。前述したように、いつも元気に見えるが本質的には臆病で、強いストレスを受けると翔に甘えたがる傾向がある。この時、普段の呼称が「にぃに」から「お兄ちゃん」に変化する。また、翔への呼称が上記の他にも様々あり、「兄貴」「にいやん」など開発スタッフでも把握しきれないほど多い。
マンガ・アニメ・ゲームなどに広く手を出しておりニッチな知識も豊富だが親には内緒にしている。
実家から電車で通学しており春風と一緒になることが多く、本編前から話したことはないものの面識自体はあった。
重度のブラコンであり、物心ついた頃から実兄である翔が好きで他の異性には一切興味がない。同時にそれが世間的に受け入れられないものであることも理解しており、翔も含め誰にもばれないよう必死に隠して普通の兄妹として振舞っている。しかし、その反動で翔の写真だけをまとめたアルバムを作り、数百枚にも及ぶ寝顔写真を撮影するなどの奇行に走る。Episode1では都と翔の邪魔にならないよう気を遣ったり、Episode3では春風の恋の相談に一役買ったりと、自身を差し置いて兄やその相手の恋愛に協力する一面もある。
暇つぶしという名目で、翔と都と一緒に魔眼の事件の解決に協力する。インターネットに精通しており、専らネットニュースや掲示板の監視を率先して行っている。
アーティファクトユーザーであり、能力は「存在感の操作」、スティグマの位置は背中。対象の存在感を消して他者に認識されなくするというのが主な用途であるが、会話中など相手に意識されている状態で能力を使用しても効果がない。基本的に自分にしか使っていないが対象は自由で視界に入っていれば距離に関係なくかけることができる。操作対象は一つのみだが、操作対象を起点とすることでその周囲の物体にも一様に影響下に置くことができる。しかし、対象を複数に広げるほど効果が弱くなり4つ以上の物体にかけると実用的ではなくなる。そうでなくても翔やゴーストといった抵抗力の高い者には殆ど通用しない非力な能力であるが、スティグマ浸食のリスクを度外視した高出力なら対象の存在と対象に関する記憶を消すことも可能なほど強力になる。
イーリス打倒の鍵となるアーティファクトユーザーの一人。
パッケージイメージは「立方体」。
香坂 春風（こうさか はるか）
声 - 渚しろな / 山岡ゆり
身長：158cm / スリーサイズ：90-59-88 / 血液型：A / 誕生日：4月9日
白泉学園3年生で主人公たちの先輩。Episode3『はるいろはるこいはるのかぜ』のヒロイン。
気が小さくて大人しい人格と、大胆不敵な女王様のような人格、2つの面を持っている。後者の人格はアニメのなりきり掲示板で使用していたキャラの一人が能力によって人格化されたもので、主に主人格の逃避ないし責任転嫁先として使用されている。そのような特殊な形成背景なため解離性同一性障害と異なり人格間で記憶は共有しており趣向や主義主張も概ね一致している。主人格は小学生の頃のいじめが原因で男性を特に苦手としているが、副人格は登校中に能力で逆ハーレムをつくっている。なお、これに関しては主人格の漫画のように異性にモテたいという些細な願望を副人格が真に受けた結果で、副人格が男好きだからというわけではない。
学園では常に一人だが、クラスメイトに嫌われている訳ではなく、言葉数が少ない「変な子」として認識されている。少々自己中心的で空気を読めない所があり、ゴーストからはそれが原因で友人ができなかったと指摘されている。その実コミュニケーション下手で、思ったことをすぐ口にしてしまうため自分の性癖を暴露するなど失言が目立つ。対してSNS上では天に「一方的に話すためこちらは相槌を打つくらいしかできない」と言われるほど積極的に話したがる。
翔を的確にサポートしたり都や天が抱く翔への好意を朧気ながら察していたりなど観察眼に長ける。一方で、気持ちが高ぶりすぎると偶にえずき、カレーでさえ下手にアレンジして失敗するほど料理ができない。また、殆ど初対面だった翔に押し倒されることを妄想する、彼氏と一番したいことが性行為であるなど人一倍性欲が強い。
実はかなりのオタク趣味で、少女漫画から青年漫画まで幅広く網羅していて、翔が持っている漫画は全て持っている。ゲームやアニメ、音声作品にも精通しており、蓮夜とはアニメのファンサイト（アガスティアの葉）でアーティファクトユーザーになる前から交流があり、猫好きなことも含め希亜とは馬が合う。そういったフィクションに憧れた結果妄想癖があり、当初は能力を制御できていなかったため無意識に妄想が現実化してしまっていた。
能力を使うことに躊躇いがなく、「アーティファクトユーザーは何物にも束縛されるべきではない」という考えにおいて見解が一致している「リグ・ヴェーダ」に与している。ただし、能力による暴力沙汰には否定的で蓮夜やゴーストに従う気もなく、事実上中立の立場をとる。「リグ・ヴェーダ」でのコードネームは「エンプレス」だが、本人はあまり好んでいない。Episode2とEpisode3では途中で離反し翔たちの側につく。
アーティファクトの能力は「思考の具現化」、スティグマの位置は左胸、アーティファクトの形状はネックレス。自身の思考内容を影響者の能力的に不可能でない範囲で現実化することができる。あくまで結果を指定するだけで過程は制御できない。それでも非常に汎用性に長け効果範囲も広いが、その分消耗も激しく人格創造以外の用途では長時間使用できない。高出力であれば、他者のアーティファクト能力をスティグマ浸食のリスク無しで理想値まで引き上げたりアーティファクトの暴走を抑え込んだりすることも可能。加えて、イーリスが嫉妬するほど才能に恵まれ、翔に匹敵する抵抗力を持ち、Episode3ではアーティファクトを自身の心に染め上げ完全な制御化に置いている。そのためスティグマの色が黄緑に変化している。
イーリス打倒の鍵となるアーティファクトユーザーの一人。
パッケージイメージは「パズルピース」。
結城 希亜（ゆうき のあ）
声 - 夏和小 / 藤田茜
身長：146cm / スリーサイズ：73-56-70 / 血液型：AB / 誕生日：12月1日
玖方女学院2年生。ミステリアスな他校の女の子。Episode4『ゆきいろゆきはなゆきのあと』のヒロイン。
喫茶店「ナインボール」のパフェが大好きでよく店で食べており、主人公から「パフェクイーン」と呼ばれているが本人はこのことを知らない。
他校の生徒であるため、翔たちとは「ナインボール」で出会うことが多い。
とにかく正義感が強く、例え敵を目の前にしても法を犯すようなことはしない、悪を憎み正義を愛するヒーローのような価値観を持っている。Episode2にてSNSを用いて騙す形で「リグ・ヴェーダ」と接触することを翔が提案した際も、「正義である以上正攻法で行かなくてはならない」と拒否している。
口数は少ないもののソフィーティア同様敬語を使わず歯に衣着せない性格ではあるが、自身の非を素直に認めることができる潔さも併せ持つ。精神面も強く未来における自分達の死を伝えられ周囲が混乱する中唯一表立って動揺しなかった。
言動から重度の厨二病を発症しているように見える。趣味が春風や蓮夜と合い、どこか通ずるものがある。特に春風とは、アニメや漫画の他、後述する猫が好きなど共通点も多いため仲が良く自分から名前で呼ばせている。
目にすると性格が変わるほど大の猫好きだが、なぜか猫の方からは寄ってこない。家では動物は飼えないらしく、野良猫を見つけては撫でれないかチャレンジしてみる一面もある。
自身が結成した組織『ヴァルハラ・ソサイエティ』のリーダーであり、翔たちも勝手に頭数に入れている。
前述したように正義感が強く、都たちとは別に石化事件を追っている。本来であれば翔たちと協力し合える立場であるが警戒心が強く、Episode1では翔たちが魔眼のユーザーではないと確信が持てない内は協力の相談を断っている。対してEpisode2とEpisode3では翔たちが『リグ・ヴェーダ』と敵対する意志をみせたことで警戒を解き早い段階から協力する。『ヴァルハラ・ソサイエティ』云々はこの時のものである。
スティグマの位置は左目だが、Episode3時点でアーティファクトの能力や形状といった詳細は不明。希亜は「ジ・オーダー」と呼んでおり、「アクティブ」「パニッシュメント」の掛け声で発動し、不可視の何かで対象を拘束している描写が多いが、イーリス戦で見せたように魂を直接穿つ閃光を放つこともできる。本人曰く、発動までに踏まなければならないプロセスが3つあり発動に時間はかかるが、発動できれば決して負けないと豪語するなど、自分の能力に相当な自信がある。抵抗力は決して高い方ではないが、気合いでイーリスの領域内でも意識を繋ぎ止める。
アーティファクトの力は「罪人を裁く力」
イーリス打倒の鍵となるアーティファクトユーザーの一人。
パッケージイメージは「チェスピース」。
ソフィーティア
声 - 荒井さん。 / 新井里美
主人公の前に現れた異世界の謎生物。シリーズ通しての重要人物。通称は「ソフィ」。
常に宙に浮いており、用がある時、あるいは主人公が呼びかけた時に空間を割いて現れる。
少し不気味で可愛いぬいぐるみのような姿をしているが、これは翔の世界での仮の姿（幻体）で、本人は「これは仮初の姿で本当は美少女なのよ。」と言い張っている。仮の姿というよりはむしろ操り人形に近く、本体が席を外していると黙り込み、形を自在に変え、破壊されても一旦消滅した後すぐに復活する。
横暴な性格で歯に衣着せぬ発言が多い。加えて被害や犠牲を抑えるためなら非情な判断も厭わないリアリスト気質。ただそこまで冷徹というわけでもなく、Episode2では天を救うためアンブロシアの開発を急がせたり、終盤の翔の独断専行を細やかながらフォローしたりなど新海兄妹を思いやる描写が多い。また、元々アーティファクトの研究者なだけあって洞察力が高く、断片的な情報から現状を把握したり翔たちの行動を先回りする形で保険をかけたりなど、優秀な面も目立つ。
『世界の眼』というアーティファクトにより、並行世界で自身が経験したことを知る能力を持つ。しかし、これによって得た経験・知識を翔たちに還元することはあまりない。加えて自身に低位なアーティファクトによる複数のエンチャントをかけており、アーティファクトユーザーにしか知覚されず、異世界人である翔たちと会話することが可能。ただし、会話に関しては両者間で対応する概念を参照し置換するという翻訳方法を取っているため、聞き手によって聞こえる内容が多少異なり、対応する概念がない場合は発音しか分からない。また、天の能力や魔眼といった一部のアーティファクト能力の影響を受けない。
本人曰くアーティファクトを管理している組織『セフィロト』の一員らしく、白蛇九十九神社の神器破損をきっかけに翔たちの世界へ流れてしまったアーティファクトの回収を都や翔に手伝わせる。ただ、組織の都合から必要に迫られるか指摘されない限り必要最小限の情報さえ話そうとしないなど協力的と言い難い部分も多い。都のような実戦向きの能力を持たないため、主に個人情報などの情報収集を行う。その収集能力は1日もしないうちに春風や希亜、蓮夜の本名・年齢、場合によっては自宅を突き止めるほど高い。
正体は、1000年前の流出騒動の際アーティファクトを返還する選択を取ったイーリス。その後、世界を守るためにアーティファクトを厳重に管理するための組織であるセフィロトを立ち上げる。『世界の眼』を通して世界を滅ぼしかねない存在となった自分を知っているため、「ソフィーティア」と名乗っている。アーティファクト返還の際契約を殆ど破棄したためイーリスと異なり大した力は残っていない。
成瀬 沙月（なるせ さつき）
声 - ひな葉月 / 武田華
身長：158cm / 趣味：旅行 / 好きなもの：ゆったりできる時間 / 嫌いなこと：めんどくさいこと
主人公のクラスの担任。おっとりとしていて優しい女性。
新海兄妹とは両親たちに昔から付き合いがあるため個人的に親しく、プライベートでは「成瀬先生」ではなく「沙月ちゃん」と呼ばれることを好む。
細かいことを気にしない性格かつかなりのめんどくさがり屋で、私生活は中々にだらしない模様。
由緒正しい宝具が奉納されているという白蛇九十九神社の巫女も務める。また、大学時代は白巳津川市の伝承について調査しており、その資料が翔たちの役に立つことになる。
自覚はないが白蛇九十九神社に祀られていた神器＝『世界の眼』のアーティファクトユーザーであり、スティグマの位置は額。本来であれば他の並行世界を観測する力を持つが全く扱えていない。加えて、イーリスの同一存在であるため、『世界の眼』を目印としてイーリスに身体を乗っ取られるリスクがある。Episode3では実際に身体を乗っ取られ翔たちと対峙する。
イーリス打倒の鍵となるアーティファクトユーザーの一人。
深沢 与一（ふかざわ よいち）
声 - 紅茶葉 / 山本和臣
身長：165cm / 趣味：スポーツ全般 / 好きなもの：祭り、女の子 / 嫌いなこと：努力
白泉学園2年生。 主人公のクラスメイトで悪友。
おとなしくしていれば美少年だが、欲望に忠実な性格でエロにかける情熱はすさまじく、言動は見事に三枚目なのでモテない。
運動神経が良くスポーツ全般を得意としているが、本人は努力が嫌いなのであくまでも趣味のレベル。
一年時から孤立し気味な翔のことを気にかけており、日頃から声をかけ昼食を共にしたり文化祭時はあえてやっかいな仕事を回したりなど翔が完全に孤立しないように努めていた。そのため憎まれ口を叩かれつつも翔からは信頼されている。一方で、平然と殺人を犯せる非情な一面を持ち、幼馴染である蓮夜からも「昔から常人が生み出した規律の外にいる」と言われ、幼馴染・両親含め理解者がいない。それでも周囲に溶け込もうとしていたが、アーティファクトを得たことで一線を超えることになる。しかし、翔に対しては殺害を躊躇うシーンが多く、逆に翔が殺人を犯しそうになった際には力づくで止め忠告するなど、敵対しながらも翔への情を捨て切れていない。
イーリスがバックについており、アーティファクトとの強制契約や眷属化の方法など、異世界人にしか知り得ない知識を持っている。Episode3では都合よく利用されている事が気に食わないと一度は対立するが、自身の力だけではアーティファクトユーザーを探すのは困難であったため、不信感を露わにしながらも再度手を組む。
『魔眼』のアーティファクトユーザーの正体であり、他にも複数のアーティファクト（Episode3までに確認できるだけで「魂を貫く槍の生成と射出」「空中にいることを発動条件とした瞬間移動」「追跡の攪乱」「幻体の生成」の4つ）と契約し、かつそれらを十全に使いこなしている。Episode3では翔に追われたりあらぬ疑いをかけられたりすることを面倒に思い、異世界人仕様のアンブロシアを用いて『魔眼』と「幻体の生成」を手放し翔へ譲渡する。
イーリス打倒の鍵となるアーティファクトユーザーの一人。
司令官（しれいかん）
声 - ほうでん亭センマイ / 杉田智和
身長：177cm / 趣味：アニメ鑑賞 / 好きなもの：アニメの考察 / 嫌いなこと：根拠のない批判
『リグ・ヴェーダ』のリーダー。白泉学園3年生で春風と同じクラス。本名は、高峰 蓮夜（たかみね れんや）。Episode2『そらいろそらうたそらのおと』から登場。
かなりの中二病で芝居がかった言い回しを好んでおり、希亜とは通じるものがある様子。そのため友人がおらず、ファミレスで仲間とポテトフライを摘まむのが密かな夢だったほど。本来の一人称は「僕」だが、芝居がかっている時は「私」。また、中二病故にアーティファクトの力に陶酔している節がある。重度の中二病ではあるが他者への思いやりは深く、殺人犯である与一に無条件で付き従っているのも幼馴染として彼の境遇に同情し孤独になるのを防ぐため。しかし、殺人を容認してはおらず遠回しに翔たちを誘導し与一を止めさせようとする。加えて、与一やゴーストと比べてそこまで攻撃的というわけでもなく、アーティファクトの能力も主に自衛の延長上でしか使用せず、翔たちとも本格的に衝突するまでは友人であろうとした。
与一の眷属であり、与一が有するアーティファクトの能力を共有しているが、その出力は2割程度まで減少している。しかし、アニメの格闘技を真似するために少林寺拳法や空手などを学んだことで戦闘に精通しており、槍と瞬間移動と体術を駆使して『ヴァルハラ・ソサイエティ』を一人で圧倒するほどの実力を持ち、イーリスとの戦闘でも瞬間移動で死角に回り込みながら槍で遠距離攻撃という立ち回りを行い反撃を許さなかった。しかし、根はお人好しであり中二病でカッコつけたがるので詰めは甘い。
イーリス打倒の鍵となるアーティファクトユーザーの一人。
ゴースト
声 - 小鳥居夕花 / 高森奈津美
『リグ・ヴェーダ』に所属している謎の女。Episode2『そらいろそらうたそらのおと』から登場。
攻撃的かつ冷酷な性格で、非力な相手を一方的に弄んで楽しむなど嗜虐性が強い。
ソフィーティアでさえ素性を調べられず、アーティファクトとの強制契約や眷属化など、異世界人にしか知り得ない知識を持っていることから、Episode2ではセフィロトの過激派がバックについていると翔とソフィーティアに予想されている。
正体は与一が持つアーティファクトによって生み出された幻体。与一の適性ないし練度が低かったため見た目（特に顔）が与一とよく似ている。Episode2及びEpisode3前半までは『魔眼』のアーティファクトユーザーとして疑われていたが、『魔眼』を使用できたのは与一の幻体だったために過ぎない。Episode3ではイーリスとの対決時に『魔眼』と共に発生源であるアーティファクトが翔へ譲渡されたことで翔の幻体となる。翔が持つ幻体のイメージがソフィーティアか与一の幻体時のゴーストであったため、姿形や口調は変化していないが彼の人格が反映され性格は丸くなった。翔の幻体になって以降は度々呼び出され、文句を言いながらも頼まれ事を忠実にこなしている。
イーリス
1000年前に流出したアーティファクトの回収を一人で担当した異世界人。「魔眼のイーリス」と呼ばれ、『魔眼』の本来の所有者で、白蛇九十九神社に祀っている神格である白蛇様の正体。
非情に残忍な性格をしており他者を害することを厭わない。また、親しい者同士の殺し合いを楽しむ面もあり、あえて遠回りかつ手間のかかる手段で『魔眼』を回収しようとしたのはこれが理由である。
元々は魔術の研究者であるが魔術の才能がなく、下っ端としてアーティファクトの回収を一人で任される。代々成瀬家にはイーリスと生まれる同じ魂を持つ同一存在が生まれており、それを依り代として別世界でもアーティファクトの能力を存分に発揮し回収を行った。しかし、魔術を愛しながらも魔術の才がない故にアーティファクトの魅力に憑りつかれ、誘惑に負け回収したアーティファクトを独占した。この時、世界が大きく枝分かれしており誘惑に打ち勝ち返還の選択を行った世界のイーリスこそ後のソフィーティアである。1000年前の人物であるが不老のアーティファクトを用いて老化を止めている。
『魔眼』のアーティファクトの片方を有しており、もう片方を1000年前から探している。そして、本編開始時の流出騒動に伴いその所在が判明したため暗躍を開始する。しかし、片目であっても『魔眼』は強力であったため自力での回収は難しいと判断し、ソフィーティアの姿・声を真似て目的の『魔眼』を有している与一とコンタクトを取りアーティファクトを回収をさせつつ、適当なタイミングで『ヴァルハラ・ソサイエティ』と衝突させ、そのどさくさに紛れて手に入れるつもりだった。Episode3では『ヴァルハラ・ソサイエティ』が想定以上に弱かったため計画を変更し、同一存在である沙月の身体を借りる形で翔と春風に接触、アンブロシアと偽って毒薬を渡し与一らを毒殺するように仕向け、結果『魔眼』の入手に成功する。
最大数千にも及ぶアーティファクトと契約すると同時にそれらを扱う技術に長け、依り代との同調が不安定で2割程度の力しか発揮できない状態でも『ヴァルハラ・ソサイエティ』と『リグ・ヴェーダ・アスラ』を同時に一人で相手取っても優勢なほどの実力を持つ。Episode3の終盤では、抵抗力の低い者を一方的に気絶させる領域を展開しつつ、破壊された時そのダメージを反射する結界で身を守りながら戦い、与一に重傷を負わせ一時は翔たちを圧倒するが、翔の『オーバーロード』により勝ち筋を潰され、春風を中心としたコンビネーションによって『世界の眼』を奪取・破壊されたことで沙月との同期を絶たれ敗北する。なお、スティグマの色が通常と異なり赤黒いが、演出の都合か春風同様自身の心で染め上げているかは不明。
ナイン
ソフィーティアたちとも違う異世界にいる翔の同一存在。Episode3『はるいろはるこいはるのかぜ』のエピローグから登場。
翔の『世界の眼』によって偶然できた扉を介して彼と繋がっており、それを経路にして流れ着いた『オーバーロード』というアーティファクトと契約しているアーティファクトユーザーでもある。『オーバーロード』を使用し同一存在である翔を通して世界を観測しており、時折干渉して世界を分岐させより良い結末へと翔たちを導いている。Episode2やEpisode3にあるストーリーの分岐に無関係であったり一択であったりする選択肢はナインの干渉を演出したものである。契約当初は自身の能力を理解しておらず無意識に干渉を行っていたが、Episode3のエピローグでナインを発見したソフィーティアから一方的にだが説明を受けた。
本名は不明だが、イーリス打倒の鍵となる9人目のアーティファクトユーザーとして、ソフィーティアから「ナイン」と呼ばれイーリスの打倒を直接頼まれる。
プレイヤーがナイン本人と言う形で話が進行する為、プレイヤーもストーリーに組み込まれている。

## 用語
アーティファクト
白蛇九十九神社に祀られていた神器が破損し、並行世界から流出した不思議な装飾品。 意思を持っており、自身を扱える人間（＝所有者）を探し一方的に特殊能力とその使用方法を授ける。こうしてアーティファクトの所有者になった者をアーティファクトユーザー（あるいはAFユーザー、ユーザー）と呼び、自覚のないアーティファクトユーザーは翔と沙月を除き存在しない。また、翔や与一のように複数のアーティファクトの所有者になることが可能で、体内に直接取り込むことでアーティファクト側の意思に関係なく所有者になることもできる。意思を持つが故に所有者を見放す一面も併せ持ち、その時は授けた能力で現所有者を殺害し次の所有者を求める。
能力を使用している間体のどこかにスティグマ（後述）と呼ばれる青白く光る紋様が現れる。能力の強さは所有者の魂（心）の状態に大きく左右され、天や春風のように気持ちの高ぶりに応じて力が引き出されることもある。しかし、このような力の引き出し方は所有者の身体に負担をかけ、そのまま暴走してしまう可能性もある。加えて、スティグマの浸食も急激に進むため危険な行為とされている。
活動（＝所有者がいる）状態ではシルバーアクセサリーのような形容を取っており、その形状は能力同様アーティファクトによって異なるが、休眠（＝所有者不在の）状態では共通して水銀のような液状となる。専用の容器を用いて休眠状態を維持することで保管する。
所有者の側に移動する習性を持ち、場合によっては世界さえ超えうる。そのため神器が破損し並行世界と繋がった際に他世界へ所有者を求めた結果が一連の流出騒動である。所有者が死亡ないし仮死状態になった場合、時間を置き次の所有者のところへ移動する。また、都の能力など何らかの手段で強制的に所有権が移動した場合、能力が暴走し元の所有者は死亡する。なお、物理的に奪われる程度なら問題なく、すぐに所有者の元へ戻る。そのため、アーティファクトを回収するにはユーザーを殺すかアンブロシア（後述）を摂取させるしかない。
自己修復機能を持ち破損しても時間が経てば元通りになる。仮に破壊されても力を失うことはないが何らかの異常が起こることがあり、神器が破損した際に並行世界が繋がったのはこれが原因。破損した際に出た一部を体内に取り込むことでもアーティファクトユーザーになることは可能だが、その能力は酷く低下しスティグマさえ現れない。
能力を使用すると疲労感や空腹感を覚えるため過度の多用は不可能である。疲労感等の度合いはアーティファクトや能力の程度によって大きく異なる。無理を押して力を行使すると全快に数日必要とするほど消耗する。一方で、所有者の心に染まり完全に制御化に置かれている場合は能力を多用しても一切消耗しない。
アーティファクトユーザーは他の能力に対してある程度の抵抗力を持つ。翔たちの世界の人間は抵抗力が低く所有するアーティファクトの影響を強く受けるため抵抗力の度合いには個人差がある。ソフィーティアの分析では天の能力を容易に見破ることができる翔やゴーストは高い抵抗力を持ち、イーリスの領域内で問題なく行動できる春風、与一、蓮夜も同程度以上の抵抗力を有する。能力の強さと同様魂の状態次第で上下する。なおユーザーがソフィーティアを知覚できるのも抵抗力で透明化のエンチャントを無効化しているからである。
ある手法によって所有者は他者を眷属にして自身の能力を分け与えることができる。これにより蓮夜は与一と同じ能力を使用できる。ただし、分与された能力はかなり弱体化し死のリスクが伴う。アーティファクト本来の力ではなく人が生み出した技術であり、アーティファクト自身がこの知識を所有者に与えることはない。
本編開始の1000年前にも流出しており、その時の騒動が白巳津川に残る伝承のモデルとなっている。そして、その伝承を元に制作された『輪廻転生のメビウスリング』（後述）というアニメに登場した酷似する性質を持つ同名のアイテムと紐付けられ「アーティファクト」と呼ばれるようになる。一方で希亜は「聖遺物」と呼んでいる。
ソフィーティアたちが暮らす異世界で個人の素養に強く依存する魔術の代わりとして開発されたものだったが、意思を持ち自身で所有者を選ぶため思い通りにはいかなかった。それでも魔術より便利なことには違いなくその代替を果たしている。
『世界の眼』や『魔眼』のようにセフィロトで管理しているアーティファクトには名前が付けられており、流出したアーティファクトは『魔眼』を除いてセフィロトの管理外のもの。
世界の眼
別の並行世界を観測し、世界同士を繋げる力を持つアーティファクトであり、白蛇九十九神社に祀られていた神器の正体。
形状は錆びた鉄の塊のような拳より少し小さい歪な球体で、スティグマの位置は額。落下して破損する程度の強度しかない。
現在から過去を見る形式の観測であるため未来を知ることはできず、観測範囲も自身が体験した範囲に限られる。世界を繋げる力に関しても世界間での生物の移動は行えず、魂やアーティファクトといった魔術的なものしか移動できない。また、眼同士は同期しており他の眼の状態がある程度分かる。
並行世界の分岐を観測できるため『オーバーロード』による過去干渉を認識することができる。そのため、『オーバーロード』による記憶の継承がそこまで有力にならず、実際Episode3の中盤にて翔は未来の記憶を継承し全滅する未来を避けるため行動を変えたがイーリスに察知され逆に待ち伏せを食らっている。
断片であっても世界同士を繋げる力はあり、翔はそれによってソフィーティアたちとも違う異世界にいるナインと繋がっている。
翔たちの世界とソフィーティアたちの世界は元々は繋がっており交流があったが、1000年前の流出騒動の際にこのアーティファクトを用いて繋がりを断つことになった。しかし、地震により破損し機能に異常が出てしまい、再度世界同士が繋がりアーティファクトが流出することになる。
特殊なアーティファクトであり、成瀬家の人間しか所有者に選ばれない。
複雑な事情により眼だからといって2つだけとは限らず、Episode3時点で沙月・ソフィーティア・イーリスの3名がそれぞれ所有している。
魔眼
視線を合わせた対象を石化する力を与えるアーティファクト。スティグマの位置は顔半分、アーティファクトの形状はイヤリング。
対象の生身だけでなく身につけている物ごと末端から石化する。ただしアーティファクトを石化することはできず、1000年前の流出騒動ではアーティファクトユーザーを石化して砕いた後そこからアーティファクトを探し回収するという用途で使用されていた。
完全に石化するには多少時間がかかるが、視線を合わせた対象を金縛り状態にして視線を逸らすどころか瞬きさえ不可能にするため単独ではまず逃げられない。しかし、少しでも視界を遮れば金縛りは解けるため、複数人で相対すればそれほど脅威ではなく、何らかの要因により視力を失うと能力を発揮できなくなる。
石化した部分はその本人が生きていれば数日かけて解除される。翔の場合、脚の完全な石化が解除されるまでに4日ほど、手足末端の表面的な石化には一晩要している。
眼だけあって2つ存在しており、片方をイーリスが、もう片方を与一が所有している。なお、スティグマの位置・形状は左右対称となっており、両眼が揃った状態では顔全体にスティグマが現れる。揃った時の力は片眼の比ではなく、相手を一瞬で完全に石化することが可能で、一瞥で『ヴァルハラ・ソサイエティ』の面々を石化させている。また、片割れの所有者に対して能力を使うと自動的に打ち消し合う。ソフィーティアが優先して回収を急いでいたのはイーリスの手に渡らないようにするためでもある。
オーバーロード
過去・現在・未来を見通し、運命を司るとされるアーティファクト。スティグマの位置やアーティファクトの形状は不明。
Episode3時点で「記憶を過去へ送る力」があることが明言されているが、その他能力の詳細は不明。
ソフィーティアの知る限り唯一未来の情報を得ることが可能なアーティファクトであり、「手にした者はあらゆる世界を統べる、王のアーティファクト」と言われているが、御伽噺に出てくるだけで翔がナインを通して間接的に能力を使うまで実在が確認されていなかった。
スティグマ
アーティファクトユーザーが能力を使用したとき体表に現れる青白く光る紋様。
現れる位置や形状は所有しているアーティファクトに依存し、眷属化による分与でも親と同じ位置・形状で現れる。天のように自身では確認困難な場所に現れることもあり、そういった者はスティグマについて知らない場合がある。
能力を使用するほど、あるいは感情の高ぶり等で無理やり力を引き出すと肥大化してアーティファクトユーザーを浸食していき、浸食された者は感情の制御ができなくなり欲望に忠実になる。そして末期になると力が暴走し理性を失い発狂してしまう。症状は本人の精神状態にも左右され、一度でも不安定になると雪だるま式に悪化していく。
普段は青白く発光するが、アーティファクトが所有者の心に染まることで色が変わる。この境地まで至るとユーザーは馴染んだ感覚を覚え力が暴走することはなくなる。翔たちの世界では春風が至るまで前例がなかった。
アンブロシア
摂取した者を仮死状態にすることでアーティファクトを騙し契約を破棄させることができる琥珀色の霊薬。
経口摂取も可能だが、専用の注射器を用いて魂に直接注入した方が即効性があり数秒で意識を失う。
契約の破棄にかかる時間は30分から数時間と個人差があり、破棄できると自然に目を覚ます。しかし、破棄されても別の所有者を見つけなかったり休眠状態でなかったりする場合は薬の効果が切れた時点で再契約される。
蓮夜のような眷属化によって能力を行使する者にも効力を発揮する。
従来のものは異世界人以外には効力が強くそのまま死んでしまうため効力を弱めたものが存在し、本編のアーティファクト流出騒動に伴いセフィロトで再度錬成される。それもあくまで1000年前の人間に合わせて調整されたもので、魂の力が劣化しているかもしれない現代の人間が摂取すると死亡する可能性がある。そもそも常用する薬でない上に需要もないため数が少ない。
幻体
専用のアーティファクトによって生み出される仮初の体。
オリジナルが持つ知識やアーティファクト能力を共有し、幻体が経験したことをオリジナルは知ることができる。
分身であるが基本的にはゴーストのように意思を持ち自律的に行動する。ソフィーティアのように直接操作して動かすのは例外的な使い方とされる。
姿形はオリジナルの適性や練度に左右され、程度が低いと自身と似た姿形の幻体しか生み出せない。また、オリジナルの意思でのみ出現・消滅することができ、負傷しても即座に修復される。食物を摂取することができない。
アーティファクトによる魔術的産物であるため世界間を移動でき、ソフィーティアやイーリスは幻体を用いて翔たちの世界に干渉している。
リグ・ヴェーダ
アーティファクトユーザーによって組織されたアーティファクトユーザーのための組織。リーダーは司令官こと高峰 蓮夜。
アーティファクトユーザーの理想郷を作ることを目的に活動しており、そのためならば人殺しも辞さない。メンバーが少ないこともあってアガスティアの葉（後述）という掲示板を使って仲間集めをしている。
リーダーの蓮夜がアーティファクトの力に酔っていることもあって、メンバーが3人しかいないにも拘わらず温度差があり統率が取れていない。  Episode3では翔側についた春風の代わりに与一を迎え、『リグ・ヴェーダ・アスラ』と名を改める。
セフィロト
アーティファクトを管理する異世界の組織。ソフィーティアが所属する。
他世界への過干渉を禁じ、翔たちのような現地の協力者にさえ情報提供を渋るほどの秘密主義。
穏健派と過激派の2つ存在しており、普段は互いに干渉することはないが、今回のアーティファクトの流出に伴い別の世界で対立することになる。
元々はアーティファクトから世界を守るためにソフィーティアが立ち上げたもの。
輪廻転生のメビウスリング
白巳津川市がスポンサーとなり、本編開始の2年前に地域振興を目的として制作された計25話のテレビアニメ。
翔の認識では、白巳津川に残る伝承をモチーフとしたストーリーとなっているが難解で、「結局なにがしたかったの？」と一部のアニメファンから評価され、地域振興の完全なる失敗例としてアニメ史に名を刻むことになった。都も親の企業がスポンサーなこともあり全話視聴しているが、感想を聞かれても曖昧な笑みを浮かべるだけで直接的な言及を避けている。なお、異世界人であり、伝承のモデルとなった騒動を知っているソフィーティアは「わからない言葉が多いけれど、それなりに忠実」と評している。
スポンサーはその失敗作という事実を知ってか知らずか地元住民の圧倒的不支持を無視し毎年の春に「メビウスフェス」を開催している。Episode1冒頭で開催され、翔や都、沙月が運営側として参加している。
アガスティアの葉というファンサイトが存在し、なりきり掲示板という性質を隠れ蓑としたアーティファクトユーザーの交流場所となっている。
「アーティファクト」や「スティグマ」といった名称は、このアニメから借用したもの。

## スタッフ
- 原画・キャラクターデザイン - 和泉つばす
- シナリオ - かずきふみ
- SD原画・彩色 - ぺろ
- 楽曲制作 - アブカワオサム
- ディレクター - 清川進人（9ここいろ）、小梅蓮（9そらいろ～）
- プロデューサー - 近藤真樹

## 主題歌
Episode.1 オープニングテーマ「ReAliZe」
作詞 - SugarLover / 作曲・編曲 - 山口たこ / 歌 - 米倉千尋
Guitar - アブカワオサム、小野瀬旭 / Bass - 堀江晶太 / Drum - SHiN / Strings - 言葉-katari-、松井理絵
Episode.1 エンディングテーマ「ふたり」
作詞 - SugarLover / 作曲・編曲 - 田中俊裕 / 歌 - 米倉千尋
Episode.2 オープニングテーマ「ソラノキオク」
作詞 - rino / 作曲・編曲 - CHO-NAN / 歌 - 米倉千尋
Episode.2 エンディングテーマ「ここにある空」
作詞 - rino / 作曲・編曲 - Hijiri Anze / 歌 - 米倉千尋
Episode.3 オープニングテーマ「ハルトキ～Spring Moment～」
作詞 - rino / 作曲・編曲 - 堀江晶太 / 歌 - 米倉千尋
Episode.3 エンディングテーマ「そして愛になる」
作詞 - rino / 作曲・編曲 - 堀江晶太 / 歌 - 米倉千尋
Episode.4 オープニングテーマ「DEAR MY WAKER」
作詞 - 山口たこ、堀江晶太 / 作曲 - 堀江晶太 / 編曲 - 堀江晶太、山口たこ / 歌 - 米倉千尋
Episode.4 挿入歌「Squall」
作詞 - MEGUMI / 作曲・編曲 - CHO-NAN / 歌 - 米倉千尋
Episode.4 エンディングテーマ「Be braver!」
作詞 - 山口たこ / 作曲・編曲 - 山口たこ / 歌 - 米倉千尋
9-nine- オープニングテーマ「InFINITE Line」
作詞 - 山口たこ / 作曲・編曲 - 椎名豪 / 歌 - 米倉千尋
9-nine- エンディングテーマ「InFINITE Line ～Grand ver.～」
作詞 - 山口たこ、小梅蓮 / 作曲 - 椎名豪 / 編曲 - 鎌田瑞輝 / 歌 - 米倉千尋

## 広報活動

### 9-nine-ここのつここのかここのいろ
広報活動として、SD原画を担当しているぺろ書下ろしの4コママンガが5回にわたり公開された。
2017年2月11日に本作予約者限定でバレンタイン配布イベントが開催され、「九條都」オリジナルチョコレートとポストカードが配布された。
コラボカフェがキュアメイドカフェにて2017年4月7日から23日にかけて開催された。ヒロイン達をイメージしたフード・スイーツ・ドリンクや、メニューの注文で限定特典のプレゼントが提供された。
発売当日（2017年4月28日）に「発売記念ボイス」というボイスドラマと、和泉つばす描き下ろしの発売記念イラストが公開された。
発売後は、発売記念として原画担当である和泉つばすによるサイン会が実施された。

### 9-nine-そらいろそらうたそらのおと
クリスマス・正月・バレンタイン・発売1カ月前・発売当日と時期に合わせたボイスドラマが公開された。発売当日には和泉つばすが描き下ろした発売記念イラストとぺろが描き下ろした発売記念4コマが同時に公開された。
前作から1年空いたため、2018年1月10日にYoutubeの公式チャンネルで「『9-nine-ここのつここのかここのいろ』あらすじムービー」が公開された。ムービー制作はPRHYTHM VISIONが、ナレーションは本作ヒロインである新海天が担当している。
発売当日に「9-nine-そらいろ発売記念オールナイトイベント」が開催された。チケットによる申し込みで4月7日から販売が開始され、前売り分にて全座席完売した。
前作のように、カフェサインとのコラボカフェが2018年4月23日から5月6日まで開催され、発売記念として和泉つばすによるサイン会が実施された。

### 9-nine-はるいろはるこいはるのかぜ
2019年2月14日にバレンタインボイスが公開された。
同年3月1日からSD原画を担当しているぺろ描き下ろしの4コママンガがYoutubeの公式チャンネルより公開されている。前作までと異なりアニメーション化され、声が当てられている。
3月9日にYoutubeの公式チャンネルで「スマフォ用9そらいろあらすじムービー」が公開された。前作のムービーと比べるとあらすじというよりボイスドラマに近い構成となっている。また、3月26日には発売1か月前ボイスが公開された。そして、発売9日前からカウントダウンボイスが1日限りで公開されていった。
発売翌日となる4月27日に「9-nine-はるいろ発売記念イベント」が、4月27日から5月5日まで原画担当である和泉つばすによるサイン会が実施された。

### 9-nine-ゆきいろゆきはなゆきのあと
2019年9月16日にTwitter及びYouTubeの公式チャンネルでティザームービーが公開された。
2019年12月13日に公式サイトと発売日が公開された。

### 9-nine-
2020年9月1日に公式Twitterにて21時8分に謎の時計の画像が投稿される。以降、毎日1分ずつ逆回りする時計の画像が共にツイートされ2020年9月9日9時(21時)に発表があるのが判明。
2020年9月9日にYouTubeの公式チャンネルでティザームービーが公開され、その後公式サイトも公開された。また、本作のためのTwitterアカウントが開設された。
2021年1月、9-nine-新章の公式サイトにて新章の単品ダウンロード版の仕様を発表。

## ASMR
ぱれっと初のASMR音声作品として、『9-nine-』の「しあわせおうちでーと」シリーズがDLsiteかDMM GAMESを介してダウンロード発売された。
- しあわせおうちでーと・九條都～あなたと、お泊まり新婚レッスンです～（2021年7月1日発売[45]）
- しあわせおうちでーと・新海天～にぃに、恋人ごっこしよっ～（2021年8月2日発売[46]）
- しあわせおうちでーと・香坂春風～婚前旅行は健全……です?～（2021年9月1日発売[47]）
- しあわせおうちでーと・結城希亜～休日は猫みたいに幸せ～（2021年10月1日発売[48]）
- しあわせおうちでーと・ゴースト～遊んでくれよな、大将?～（2021年11月1日発売[49]）

## コンサートライブ
『9-nine- Symphonic Concert』が2021年10月17日に川口総合文化センター・リリア メインホールで公演。主題歌やBGMに新規でオーケストラ風アレンジを施して米倉千尋と共に生演奏され、またキャストの阿部敦、福圓美里、山岡ゆり、藤田茜（種﨑敦美もビデオメッセージにて参加）によるトークコーナーや朗読パートもあった。2022年2月6日にはアンコール公演が予定されていたが、こちらは関係者より新型コロナウイルス陽性反応が出たため公演を中止になった。

## 漫画
2021年10月22日より「マンガがうがう」＆「がうがうモンスター」において、河内和泉の作画によるコミカライズが月刊連載されている。
- 河内和泉（漫画）・ぱれっと（原作）・和泉つばす（キャラクター原案） 『9-nine-』 双葉社〈アクションコミックス〉、既刊2巻（2025年7月3日現在）
  1. 2025年7月3日発売[53]、ISBN 978-4-575-44095-9
  2. 2025年7月3日発売[54]、ISBN 978-4-575-44096-6

## Webラジオ
公式Youtube「ぱれっとチャンネル」にてWebラジオ『9-nine- 白巳津川ラジオ』が2022年2月25日から6月24日にかけて全9回配信。メインパーソナリティーは新海翔役の阿部敦、九條都役の福圓美里。
ゲスト
- Vol.3　新井里美（ソフィーティア役）
- Vol.4　山本和臣（深沢与一役）
- Vol.5　山岡ゆり（香坂春風役）
- vol.6　武田華（成瀬沙月役）
- vol.7・vol.8　藤田茜（結城希亜役）

## テレビアニメ
2024年5月29日、ぱれっと公式よりテレビアニメ化が発表された。『9-nine- Ruler’s Crown』（ナイン ルーラーズクラウン）のタイトルで、2025年7月よりTOKYO MXほかにて放送中。

### スタッフ（テレビアニメ）
- 原作 - ぱれっと[57]
- キャラクター原案 - 和泉つばす[60]
- 監督 - 大畑晃一[57]
- シリーズ構成・スーパーバイザー - 紅水康介[60]
- アドバイザー - 加藤大志[60]
- キャラクターデザイン - 﨑口さおり[57]
- サブキャラクターデザイン - 上原史也[60]
- 総作画監督 - 﨑口さおり、原田峰文、上原史也、西田美弥子[60]
- 衣装デザイン - haseko、江口麻里[60]
- 料理デザイン - 北田久登[60]
- プロップデザイン - 宮脇謙史、赤樹壱磨、監物ケビン雄太
- 美術設定 - 小野寺里恵[60]、妹脊百合子、柿本晋吾、赤塚美歌、田中志乃
- 美術監督 - 中尾陽子、河内美緒[60]
- 色彩設計 - 岩井田洋[60]
- 撮影監督 - 鷲津昂大[60]
- 編集 - 柳圭介[60]
- 音響監督 - 明田川仁[60]
- 音楽 - yamazo[61]
- プロデューサー - 福場一義、近藤真樹、福良啓
- 制作プロデューサー - 中川忍
- アニメーション制作 - ピー・アール・エー[57]
- 製作 - クリアレーヴ、マーベラス、グッドスマイルフィルム

### 主題歌（テレビアニメ）
「ResoNAnce」
あらきによるオープニングテーマ。作詞は山口たこ、作曲・編曲は堀江晶太。
「Pale Blaze」
米倉千尋によるエンディングテーマ。作詞は山口たこ、作曲・編曲は堀江晶太。

### 各話リスト
| 話数 | サブタイトル | 脚本     | 絵コンテ | 演出     | 作画監督                                             | 初放送日      |
| ---- | ------------ | -------- | -------- | -------- | ---------------------------------------------------- | ------------- |
| #1   | Branch 01    | 𠮷村清子 | 大畑晃一 | 湖山禎崇 | 手島典子 梶浦紳一郎 湯川純                           | 2025年 7月5日 |
| #2   | Branch 02    | 𠮷村清子 | 大畑晃一 | 菱川直樹 | 本田敬一 CJT 鸣虫社 魏旭龙                           | 2025年 7月5日 |
| #3   | Branch 03    | 石井風花 | 大畑晃一 | 大久保亮 | ごとうじゅんじ 神田岳 北島勇樹 于艾言 王家涵 西皮    | 7月12日       |
| #4   | Branch 04    | 石井風花 | 小坂春女 | 小坂春女 | 手島典子 梶浦紳一郎 湯川純                           | 7月19日       |
| #5   | Branch 05    | 秋月ひろ | 西島克彦 | 高橋志歩 | 手島典子 梶浦紳一郎 湯川純                           | 7月26日       |
| #6   | Branch 06    | 秋月ひろ | 片貝慎   | 菱川直樹 | 本田敬一 CJT 鸣虫社 魏旭龙 沙会朋 王猛 于庚鑫 王溪元 | 8月2日        |
| #7   | Branch 07    | 秋月ひろ | 大畑晃一 | 大久保亮 | ごとうじゅんじ 神田岳 北島勇樹 于艾言 studio cat     | 8月9日        |
| #8   | Branch 08    | 秋月ひろ | 小坂春女 | 小坂春女 | 手島典子 梶浦紳一郎 湯川純                           | 8月16日       |

### 放送局
| 放送期間                                 | 放送時間                     | 放送局   | 対象地域 | 備考                                 |
| ---------------------------------------- | ---------------------------- | -------- | -------- | ------------------------------------ |
| 2025年7月5日 -                           | 土曜 22:00 - 22:30           | TOKYO MX | 東京都   |                                      |
| 2025年7月6日 -                           | 日曜 0:00 - 0:30（土曜深夜） | BS日テレ | 日本全域 | BS/BS4K放送 / 『アニメにむちゅ〜』枠 |
| 初回は1時間スペシャルとして2話連続放送。 |                              |          |          |                                      |

| 配信開始日    | 配信時間                           | 配信サイト |
| ------------- | ---------------------------------- | --- |
| 2025年7月5日  | 土曜 22:30 以降順次更新            | ABEMA Amazon Prime Video AnimeFesta DMM TV dアニメストア FOD Hulu Lemino U-NEXT アニメ放題 バンダイチャンネル Rakuten TV ニコニコチャンネル |
|               | 土曜 22:30 - 23:00                 | ニコニコ生放送 |
| 2025年7月8日  | 火曜 0:00（月曜深夜） 以降順次更新 | J:COM STREAM milplus TELASA |
| 2025年7月17日 | 木曜 12:00 以降順次更新            | ふらっと動画 |
| 2025年9月20日 | 土曜 22:30 更新                    | music.jp カンテレドーガ ビデオマーケット |

### BD
| 巻           | 発売日             | 収録話         | 規格品番   |
| ------------ | ------------------ | -------------- | ---------- |
| 1            | 2025年12月10日予定 | 第1話 - 第7話  | MJHX-02065 |
| 2            | 2025年12月24日予定 | 第8話 - 第13話 | MJHX-02066 |
| Treasure BOX | 2025年12月30日予定 | 第1話 - 第13話 | N/A        |

## 反響

### 売上
1作目となる「9-nine-ここのつここのかここのいろ」は、Getchu.comの月間セールスランキングで2位、上半期セールスランキングで4位、年間セールスランキングで6位を獲得した。
2作目となる「9-nine-そらいろそらうたそらのおと」は、Getchu.comの月間セールスランキングで通常版が7位、げっちゅ屋限定版が9位、年間セールスランキングで通常版が40位を獲得した。
3作目となる「9-nine-はるいろはるこいはるのかぜ」は、Getchu.comの月間セールスランキングで1位、年間セールスランキングで通常版が35位を獲得した。
4作目となる「9-nine-ゆきいろゆきはなゆきのあと」は、Getchu.comの月間セールスランキングでげっちゅ屋限定版が2位、通常版が4位、抱き枕カバー付げっちゅ屋限定版が15位、年間セールスランキングでげっちゅ屋限定版が14位、通常版が26位を獲得した。
全年齢版の「9-nine-」は、Getchu.comの月間セールスランキングで通常版が3位、豪華版が5位、年間セールスランキングで通常版が20位を獲得した。

### 人気投票
2作目となる「9-nine-そらいろそらうたそらのおと」は、Getchu.com主催の美少女ゲーム大賞2018の総合部門16位、シナリオ部門7位、グラフィック部門5位、ミュージック部門8位、ムービー部門9位を獲得した。また、本作のキャラクターである新海天が同賞のキャラクター部門6位にランクインした。
3作目となる「9-nine-はるいろはるこいはるのかぜ」は、Getchu.com主催の美少女ゲーム大賞2019の総合部門5位、シナリオ部門6位、グラフィック部門9位、ミュージック部門5位を獲得した。また、本作のキャラクターである香坂春風が同賞のキャラクター部門7位にランクインした。
4作目となる「9-nine-ゆきいろゆきはなゆきのあと」は、Getchu.com主催の美少女ゲーム大賞2020の総合部門4位、シナリオ部門3位、システム部門10位、グラフィック部門5位、ミュージック部門7位を獲得した。また、本作のキャラクターである結城希亜が同賞のキャラクター部門7位にランクインした。
全年齢版の「9-nine-」は、Getchu.com主催の美少女ゲーム大賞2021の総合部門9位、シナリオ部門5位を獲得した。
なお全作品、萌えゲーアワード実行委員会が主催する萌えゲーアワードへのノミネートは辞退している。